# Topolovgrad
Topolovgrad (in bulgaro Тополовград?) è un comune bulgaro situato nel distretto di Haskovo di 16 156 abitanti (dati 2009). La sede comunale è nella località omonima

## Località
Il comune è formato dall'insieme delle seguenti località:
- Topolovgrad (Sede comunale)
- Bălgarska poljana
- Čukarovo
- Dobroselec
- Filipovo
- Hljabovo
- Kamenna reka
- Kapitan Petko vojvoda
- Knjaževo
- Mramor
- Orešnik
- Orlov dol
- Planinovo
- Prisadec
- Radovec
- Sakarci
- Sinapovo
- Srem
- Svetlina
- Ustrem
- Vladimirovo